# Libani
Libani (en llatí Libanius, en grec Λιβάνιος) va ser el més distingit entre els sofistes i retòrics grecs del segle iv.
Va néixer a Antioquia a Síria en el si d'una il·lustre família, però l'any del seu naixement no es coneix bé. Podria ser el 314 o 316. Va rebre educació a la seva ciutat natal, sembla que no gaire elevada, però atret pels coneixements va anar a Atenes on va ser deixeble, com diu ell mateix, de Cleòbul, Dídim i Zenobi. El petulant sistema educatiu llavors vigent a Atenes no li va agradar i el va fer dedicar-se més als estudis privats que als que organitzaven les escoles, i va estudiar als clàssics grecs, tasca a la que es dedicà tota la seva vida.
Va atreure l'atenció pel seu talent i perseverança i tenia certa perspectiva d'obtenir la càtedra de retòrica a Atenes. Però no n'estava gaire convençut i va deixar la ciutat per acompanyar al seu amic Crispí a Heraclea del Pont. Al seu retorn va passar per Constantinoble on va trobar al filòsof Nicocles de Lacedemònia que el va convidar a restar a la ciutat. Va anar a Atenes a arreglar alguns afers i va tornar a Constantinoble, però mentre era absent un retòric de Capadòcia havia ocupat el lloc que ell esperava ocupar. Va haver d'obrir una escola privada i en poc temps va obtenir un gran nombre d'alumnes fins al punt de què les classes públiques van quedar desertes.
Els afectats el van denunciar com a mag i el prefecte Limeni, enemic de Libani, va donar suport a l'acusació. L'any 346 el va expulsar de la ciutat. Va anar llavors a Nicomèdia on va ensenyar amb el mateix èxit i va provocar la mateixa hostilitat. Va romandre a la ciutat cinc anys que ell mateix defineix com els més feliços de la seva vida, i va retornar a Constantinoble, on va ser rebut fredament i va haver de retornar a Nicomèdia; allí es va declarar una epidèmia i va abandonar la ciutat tornant a Constantinoble.
Estrategi, un amic seu, li va aconseguir un càrrec a Atenes que Libani va rebutjar per segona vegada, i llavors va visitar la seva ciutat natal Antioquia i quan va tornar a Constantinoble va començar a estar malalt; va demanar a l'emperador de poder-se establir a Antioquia on va restar fins a la fi de la seva vida. Va morir després del 391, ja que en aquest any encara era viu. L'emperador Julià que admirava el seu talent, va mantenir correspondència amb ell. Durant el regnat de Valent va ser perseguit pel seu paganisme, però després va guanyar-se el favor d'aquest emperador. Libani li va escriure un elogi, i va aconseguir que Valent promulgués una llei on es concedien certs avantatges als fills naturals, ja que Libani no era casat i vivia en concubinatge. Teodosi també li va mostrar amistat.
Pel que sembla, Libani era orgullós, i les disputes amb els seus oponents, haurien vingut d'aquest defecte. Però també era moderat i suau en el llenguatge, i encara que pagà i simpatitzant de les idees de Julià l'Apòstata, es mostrava tolerant amb les opinions contràries i amb els cristians. Va ser mestre de Basili i Joan Crisòstom, amb el que va tenir sempre molt bona relació. No se sap l'any de la seva mort, però havia de ser després del 391, ja que d'aquell any es conserva una epístola seva.
Obres seves foren:
- 1 . Προψυμνασμάτων παραδείγματα, models per a exercicis de retòrica.
- 2. Λόγοι, Oracions. Se'n coneixen 65, però una més va ser descoberta més tard, que porta per nom Περὶ Ὀλυμπίου.
- 3. Μελέται, o declamacions, és a dir discursos sobre temes ficticis i descripcions variades. Se'n coneixen 48.
- 4. Vida de Demòstenes, una biografia de Demòstenes que conté arguments a favor i en contra dels discursos del mateix orador.
- 5. Ἐπιστολαί, o Cartes, de les que se'n conserven moltes, i que són interessants per estar adreçades als homes més eminents de l'època: l'emperador Julià, Sant Atanasi d'Alexandria, Gregori de Nissa, Joan Crisòstom i altres, totes escrites amb un estil molt elegant. En aquesta obra s'hi poden incloure les ἐπιστολικοὶ χαρακτῆρες, o fórmules per escriure cartes.[1]